# Franklin Stahl

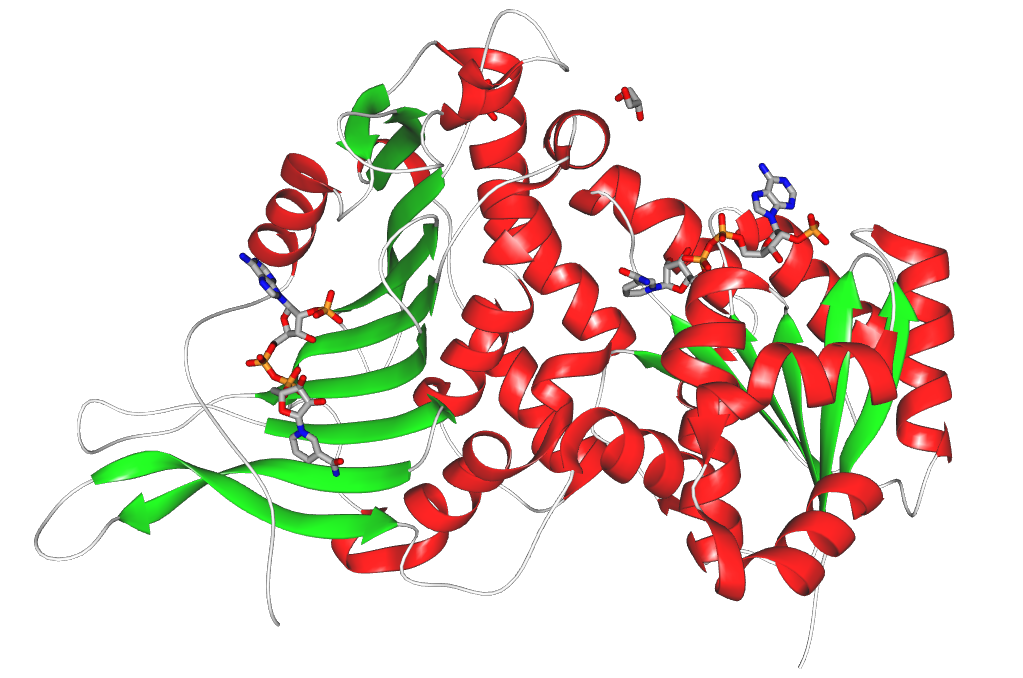

Franklin William Stahl (Boston, 8 de octubre de 1929-2 de abril de 2025) fue un biólogo molecular estadounidense. Junto con Matthew Meselson, Stahl llevó a cabo el conocido experimento Meselson-Stahl que demostró que el ADN se replica de forma semiconservativa, es decir, cada una de las dos cadenas sirve como plantilla para la cadena replicada. 
Es profesor emérito en biología en el Instituto de Biología Molecular de la Universidad Estatal de Oregón.